# Протести у Хонгконгу 2019/20.
Хонгконшки протести против нацрта закона о екстрадицији (2019) и предлога закона о националној безбедности (2020) јесу серија тренутних демонстрација у Хонгконгу који су почели најпре против Легислативног нацрта закона (амандман) о одбеглим преступницима и узајамној правној помоћи у кривичним стварима (енгл. Fugitive Offenders and Mutual Legal Assistance in Criminal Matters Legislation (Amendment) Bill 2019) који је предложила Хонгконшка влада,а тренутно се воде против предлога закона о националној безбедности који је предложио Пекинг.

## Први талас протеста
Протести су почели 31. марта 2019. године, а досад су четири особе извршиле самоубиство уз више од 90 повређених и преко 100 ухапшених.
Демонстрације против закона почеле су у марту и априлу, али ескалирале у јуну. Стотине хиљада људи марширало је на протестима против закона 9. јуна.  Протести 12. јуна, дан када је предлог закона био заказан за друго читање у Савету законодавних власти, обележили су оштру ескалацију насиља. Полиција је употребила сузавац и гумене метке против демонстраната.  Након тога, истраге полицијских акција и повећање одговорности за њихове акције постале су део захтева демонстраната. Већи марш догодио се 16. јуна
1. јула стотине хиљада људи учествовало је у годишњим јулским маршевима. Неки од ових демонстраната одвојили су се од марша и провалили у комплекс Законодавног савета, вандализујући симболе централне владе.
Протести су настављени и током наредних месеци,док је предлог закона о екстрадицији суспендован,а касније и повучен. Иако је он суспендован,протести су настављени,јер су у међувремену постављени нови захтеви за шире демократске реформе.
У августу је дошло и до блокаде међународног аеродрома Чек Лап Кок ,па је авио-саобраћај био отежан.
Током јесени дошло је до ескалације сукоба, а они су трајали све до краја 2019. године.
Почетком 2020. године,услед појаве и ширења новог вируса COVID-19, протести су престали.

## Други талас протеста
Протести су поново почели крајем априла 2020. године, када је мањи број демонстраната почео да се скупља по тржним центрима у Хонгконгу,исказујући незадовољство.Они су то чинили упркос забрани окупљања која је била на снази.
У мају су интензивирани, а повод је предлог закона о националној безбедности,који је предложио Пекинг. Демократе у Хонгконгу сматрају да он озбиљно нарушава аутономију коју ужива Хонгконг и да се тиме крши начело "једна земља,два система".
28. мајa 2020. године Кинески парламент је усвојио закон о националној безбедности,што је наишло на оштру осуду међународне јавности и забринутост да би могло да дође до нових подела унутар друштва Хонгконга.

## Последице усвајања закона о националној безбедности
Усвајањем закона је критика централних власти у полуаутономном граду постала кривично дело. Осим тога,сада ће тамо бити постављени органи кинеске тајне полиције.

## Историја Хонгконга после 1997.
Био је британска колонија више од 150 година — један његов део, хонгконшко острво; припојен је Великој Британији после рата из 1842. године. Касније, Кина је изнајмила остатак Хонгконга — Нове територије — Британцима на 99 година.
Постао је прометна трговачка лука, а његова привреда процветала је 1950-их, када је постао фабричко чвориште.
Потом, раних 1980-их, како је полако истицао рок за 99-годишњи најам, Велика Британија и НР Кина започели су преговоре о будућности Хонгконга — комунистичка влада у Кини сматрала је да читав Хонгконг треба вратити.
Две стране постигле су споразум 1984. године према ком ће се Хонгконг вратити Кини 1997. године, под начелом „једна земља, два система”.
То је значило да ће, иако ће постати део јединствене земље са Кином, Хонгконг у наредних 50 година уживати „високи степен аутономије, сем у спољним пословима и одбрани”.
Као последица тога, Хонгконг има властити правни систем и границе, укључујући слободу окупљања и слободу говора који остају заштићени.
Године 2047. истиче основни закон, а није најјасније шта ће се десити са аутономијом Хонгконга након тога.